# Magnetospirillum
Magnetospirillum — рід грам-негативних, мікроаерофільних магнетотактичних бактерій, які вперше були виділені зі ставкової води мікробіологом Р. П. Блейкмором в 1975 році. Вони характеризуються спіральною або гвинтоподібною формою, а також здатністю рухатися за допомогою полярних джгутиків на кожному з кінців клітини.

## Навколишнє середовище і будова
Типове місце проживання  Magnetospirillum  — дрібні чисті водойми й донні осадження з низьким вмістом кисню, необхідним їй для росту. Тому вона мешкає у верхній частині осаджень з кращою для неї концентрацією кисню приблизно 1—3 %.
Ймовірно, найбільш специфічна властивість Magnetospirillum — здатність приймати певне положення щодо магнітного поля Землі, тобто магнетотаксис. Це досягається за рахунок присутності в цитоплазмі бактерії спеціальних органел — магнетосом. Magnetospirillum також здатна до аеротаксису, завдяки чого постійно залишається в середовищі з відповідною концентрацією O2. Коли бактерія засвоює залізо, її білки взаємодіють з ним, формуючи крихітні кристали магнетита, самого сильного феромагнетика серед мінералів Землі.